# Salem (Karolina Północna)
Salem – jednostka osadnicza w Stanach Zjednoczonych, w stanie Karolina Północna, w hrabstwie Burke.